# ルクサンドラ・ドラゴミル
ルクサンドラ・ドラゴミル（Ruxandra Dragomir, 1972年10月24日 - ）は、ルーマニア・ピテシュティ出身の女子プロテニス選手。1990年代にルーマニアのテニス界をリードした選手で、キャリアを通じて全仏オープンを最も得意にした。自己最高ランキングはシングルス15位、ダブルス21位。WTAツアーでシングルス4勝、ダブルス5勝を挙げた。身長168cm、体重57kg、右利き。2001年にフロレント・イリー（Florent Ilie）と結婚した後は、夫の姓を併用して「ルクサンドラ・ドラゴミル・イリー」（Ruxandra Dragomir Ilie）と名乗った。

## 来歴
8歳からテニスを始め、1990年にプロ入り。ジュニア時代、1990年の全仏オープン女子ジュニアダブルス部門で同じルーマニアのイリナ・スピールリアとペアを組んで優勝したことがある。1991年から女子テニス国別対抗戦・フェドカップのルーマニア代表選手になる。1993年の全仏オープンで4大大会にデビューし、いきなりアランチャ・サンチェス・ビカリオとの4回戦まで進出した。それ以来、ドラゴミルは全仏オープンで、1995年まで3年連続の4回戦進出を果たした。
ドラゴミルは1996年5月にハンガリーの「ブダペスト・オープン」でツアー初優勝を飾り、この年に年間3勝を記録した。同年のアトランタ五輪にもルーマニア代表選手に選ばれたが、シングルス・ダブルスとも1回戦敗退に終わる。1997年にドラゴミルは最も好調なシーズンを送り、全豪オープンで初めての4回戦進出を決め、全仏オープンでベスト8に勝ち上がった。ドラゴミルは準々決勝で第9シードのイバ・マヨリに 3-6, 7-5, 2-6 で敗れたが、これが彼女の4大大会自己最高成績である。全仏オープン8強入りの直後、オランダ・ロスマレン大会で優勝し、同年8月25日付で世界ランキングの自己最高位「15位」をマークした。1998年は年頭の全豪オープンで2年連続の4回戦に進出するが、第2シードのリンゼイ・ダベンポートに 0-6, 0-6 で完敗してしまった。1997年には、同じルーマニアのライバル選手であったイリナ・スピールリアが世界ランキング「7位」まで躍進している。2歳年下のスピールリアのような世界トップ10選手にはなれなかったが、ドラゴミルはスピールリアと並んで1990年代後半のルーマニア・テニス界を代表する選手になった。
その後のドラゴミルは、1997年6月のロスマレン大会を最後に女子ツアー大会のシングルス優勝から遠ざかったが、1999年・2000年と2年連続で全仏オープン4回戦進出があり、2年連続でマルチナ・ヒンギスに敗退している。2000年のシドニー五輪で2度目のオリンピックにも出場した。2001年にフロレント・イリーと結婚し、その後は夫の姓を併用して「ルクサンドラ・ドラゴミル・イリー」と名乗った。
ドラゴミル・イリーは2005年まで現役を続行したが、最後の年は全豪オープンの女子ダブルスでモーリーン・ドレーク（カナダ）とペアを組み、浅越しのぶ&カタリナ・スレボトニク（スロベニア）組との2回戦に進んでいる。全仏オープン女子ダブルス1回戦で、ドラゴミルとデニサ・クラドコバ（チェコ）は中国ペアの鄭潔&晏紫組に 1-6, 2-6 で敗れた。ルクサンドラ・ドラゴミル・イリーはこの試合を最後に、32歳で現役を引退した。フェドカップのルーマニア代表選手としては、チーム歴代1位となる「30勝17敗」（シングルス21勝7敗、ダブルス9勝10敗）の記録を残した。
ドラゴミル・イリーは現役引退後の2006年から2009年まで、フェドカップのルーマニア代表監督を務めた。

## WTAツアー決勝進出結果

### シングルス: 8回 (4勝4敗)
| 大会グレード         |
| -------------------- |
| グランドスラム (0–0) |
| ティア I (0–0)       |
| ティア II (0–2)      |
| ティア III (1–1)     |
| ティア IV & V (3–1)  |

| 結果   | No. | 決勝日         | 大会                   | サーフェス | 対戦相手                 | スコア             |
| ------ | --- | -------------- | ---------------------- | ---------- | ------------------------ | ------------------ |
| 準優勝 | 1.  | 1995年7月30日  | マリア・ランコヴィッツ | クレー     | ジュディス・ヴィースナー | 6–7, 3–6           |
| 優勝   | 1.  | 1996年5月12日  | ブダペスト             | クレー     | メラニー・シャネル       | 7–6(8–6), 6–1      |
| 優勝   | 2.  | 1996年9月15日  | カルロヴィ・ヴァリ     | クレー     | パティ・シュナイダー     | 6–2, 3–6, 6–4      |
| 優勝   | 3.  | 1996年11月18日 | パタヤ                 | ハード     | タマリネ・タナスガーン   | 7–6(7–4), 6–4      |
| 準優勝 | 2.  | 1997年5月4日   | ハンブルク             | クレー     | イバ・マヨリ             | 3–6, 2–6           |
| 優勝   | 4.  | 1997年6月22日  | ロスマーレン           | 芝         | ミリアム・オレマンス     | 5–7, 6–2, 6–4      |
| 準優勝 | 3.  | 1999年4月11日  | アメリアアイランド     | クレー     | モニカ・セレシュ         | 2–6, 3–6           |
| 準優勝 | 4.  | 2000年6月25日  | スヘルトーヘンボス     | 芝         | マルチナ・ヒンギス       | 2–6, 0–3, 途中棄権 |

### ダブルス: 10回 (5勝5敗)
| 結果   | No. | 決勝日        | 大会               | サーフェス | パートナー                     | 対戦相手                                       | スコア              |
| ------ | --- | ------------- | ------------------ | ---------- | ------------------------------ | ---------------------------------------------- | ------------------- |
| 優勝   | 1.  | 1994年7月10日 | パレルモ           | クレー     | ローラ・ガロン                 | アリーチェ・カネパ ジュリア・カソーニ          | 6–1, 6–0            |
| 優勝   | 2.  | 1995年5月21日 | ボーンマス         | クレー     | マリアン・デ・スウォート       | ケリー＝アン・グース パトリシア・ヒー＝ブーレs | 6–3, 7–5            |
| 準優勝 | 1.  | 1997年1月7日  | ゴールドコースト   | ハード     | シルビア・ファリナ             | 雉子牟田直子 宮城ナナ                          | 6–7, 1–6            |
| 準優勝 | 2.  | 1997年5月4日  | ハンブルク         | クレー     | イバ・マヨリ                   | アンケ・フーバー マリー・ピエルス              | 6-2, 6-7, 2-6       |
| 優勝   | 3.  | 1997年7月20日 | プラハ             | クレー     | カリナ・ハブスドバ             | エバ・マーティンコバ ヘレナ・ビルドバ          | 6–1, 5–7, 6–2       |
| 優勝   | 4.  | 1997年7月27日 | ワルシャワ         | クレー     | イネス・ゴロチャテギ           | キャスリーン・バークレー メイケ・バベル        | 6–4, 6–0            |
| 準優勝 | 3.  | 2000年7月16日 | パレルモ           | クレー     | ビルヒニア・ルアノ・パスクアル | シルビア・ファリナ・エリア リタ・グランデ      | 4–6, 6–0, 6–7(6)    |
| 準優勝 | 4.  | 2001年1月7日  | ホバート           | ハード     | ビルヒニア・ルアノ・パスクアル | エレーナ・リホフツェワ カーラ・ブラック        | 4–6, 1–6            |
| 優勝   | 5.  | 2001年6月18日 | スヘルトーヘンボス | 芝         | ナディア・ペトロワ             | キム・クライシュテルス ミリアム・オレマンス    | 7–6(5), 6–7(5), 6–4 |
| 準優勝 | 5.  | 2001年7月22日 | クノック＝ヘイスト | クレー     | アンドレア・エリット＝ヴァンク | マギ・セルナ ビルヒニア・ルアノ・パスクアル    | 4–6, 3–6            |

## 4大大会シングルス成績
略語の説明
| W | F | SF | QF | #R | RR | Q# | LQ | A | Z# | PO | G | S | B | NMS | P | NH |

W=優勝, F=準優勝, SF=ベスト4, QF=ベスト8, #R=#回戦敗退, RR=ラウンドロビン敗退, Q#=予選#回戦敗退, LQ=予選敗退, A=大会不参加, Z#=デビスカップ/BJKカップ地域ゾーン, PO=デビスカップ/BJKカッププレーオフ, G=オリンピック金メダル, S=オリンピック銀メダル, B=オリンピック銅メダル, NMS=マスターズシリーズから降格, P=開催延期, NH=開催なし.
| 大会           | 1993 | 1994 | 1995 | 1996 | 1997 | 1998 | 1999 | 2000 | 2001 | 2002 | 2003 | 2004 | 通算成績 |
| -------------- | ---- | ---- | ---- | ---- | ---- | ---- | ---- | ---- | ---- | ---- | ---- | ---- | -------- |
| 全豪オープン   | A    | 1R   | 2R   | 2R   | 4R   | 4R   | 3R   | 3R   | 3R   | A    | A    | 1R   | 14–9     |
| 全仏オープン   | 4R   | 4R   | 4R   | 2R   | QF   | 3R   | 4R   | 4R   | 1R   | A    | A    | A    | 22–9     |
| ウィンブルドン | 2R   | 2R   | 1R   | 3R   | 1R   | 1R   | 2R   | 1R   | 1R   | A    | A    | A    | 5–9      |
| 全米オープン   | 1R   | 2R   | 1R   | 1R   | 1R   | 1R   | 2R   | 2R   | A    | A    | A    | A    | 3–8      |